# Hausboot

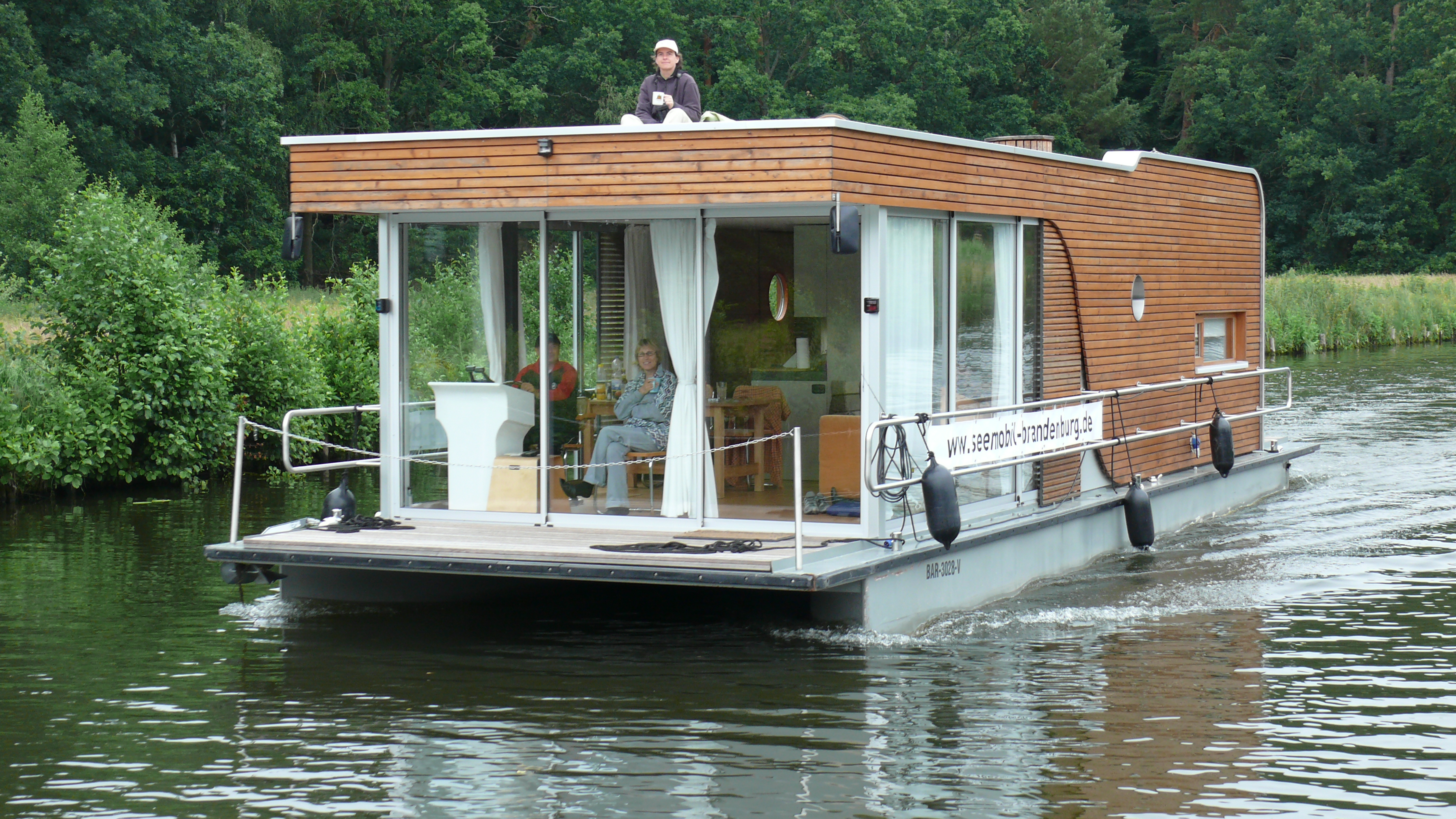
Typisches Hausboot

Ein Hausboot ist ein Boot, das zu Wohnzwecken auf Binnengewässern konzipiert ist. Diese Art eines Bootes hat wie ein tatsächliches Haus eine Kastenform und ist somit äußerlich nicht mit einem klassischen Sportboot und dessen Rumpfform mit Bug und Heck vergleichbar.
Es bietet die Möglichkeit, ohne Grunderwerb Wohnraum zu nutzen. Die hausartige Bleibe ist auf einem Ponton oder Bootsrumpf mit eigenem Antrieb und Tanks für Treibstoff, Trinkwasser und Fäkalien. errichtet.
Es gibt die Möglichkeit, Hausboote zu mieten und als Urlaubsdomizil zu nutzen.

## Ausstattung und Unterhalt
Hausboote verfügen, ebenso wie fest verankerte schwimmende Häuser ohne eigenen Antrieb (→ Schwimmhaus, → Wohnschiff, → Wohnboot), über alle Einrichtungen, die ein dauerhaftes oder auch vorübergehendes Wohnen und Leben an Bord ermöglichen. Wie bei Häusern an Land kann die Ausstattung variieren. Die Palette der Möglichkeiten ist breit gefächert.
Die Notwendigkeit eines dauerhaften Liegeplatzes für ein Hausboot stellt einen bedeutenden Kostenfaktor dar, da das Angebot begrenzt ist und die Gebühren in Häfen hoch sind. Laufende Kosten für Ver- und Entsorgung bewegen sich im Rahmen der Nutzung einer Landunterkunft. Zu berücksichtigen ist die Notwendigkeit regelmäßiger Werftaufenthalte, die zur Wartung und Pflege der Außenhaut des Schwimmkörpers und technischer Anlagen unabdingbar sind.

## Miete
Hausboote werden von Eignern häufig als Zweitwohnung, vergleichbar mit Ferienhäusern, genutzt. In der Zeit, in der die Boote nicht selbst bewohnt werden, können sie als kurzzeitige Mietobjekte angeboten werden.
Besonders in landschaftlich reizvollen Gebieten werden Hausboote als reine Urlaubsunterkünfte ohne Eigennutzung durch die Eigner angeboten. Anders als bei Bootsurlauben mit Kabinenkreuzern, Narrowboats oder Pénichettes steht dabei das Verweilen am Liegeplatz im Vordergrund.

## Dem Hausboot verwandte schwimmende Objekte und Bootstypen
- Schwimmhaus, fest verankertes schwimmendes Gebäude ohne eigenen Antrieb
- Wohnboot, Boot zu Wohnzwecken ohne eigenen Antrieb.
- Pénichette, Bootstyp im Stil von alten Frachtkähnen (Pénichen), vorwiegend auf französischen Binnengewässern.
- Narrowboat, maximal zwei Meter breiter, also sehr schmaler Bootstyp, auf britischen Flüssen und vor allem Kanälen.
- Wohnschiff, ein Schiff mit mehreren Wohneinheiten